# Torbjörn Wikmark
Torbjörn Richard Wikmark, född den 1 september 1902 i Högbo församling, Gävleborgs län, död den 23 mars 1986 i Stockholm, var en svensk präst. Han var bror till Gunnar Wikmark.
Wikmark avlade studentexamen i Stockholm 1921 och teologie kandidatexamen 1926. Efter prästvigningen sistnämnda år blev han kyrkoadjunkt i Hökhuvud och Skäfthammar samma år och i Bollnäs, där han även blev lasarettspredikant, 1929. Wikmark var lärare vid Beskowska skolan i Stockholm 1931–1946, vid Stockholms stads handelsmellanskola 1932–1944, kyrkoadjunkt i Johannes församling i Stockholm 1932–1946, predikant vid Stockholms sjukhem 1943–1959, komminister i Matteus församling i Stockholm 1946–1959 och kyrkoherde i Spånga 1959–1969. Han blev ledamot av direktionen för Sällskapet Pro Patria 1956 och ordförande i Stockholms stifts kyrkosångsförbund 1958. Wikmark blev ledamot av Nordstjärneorden 1958 och riddare av Carl XIII:s orden 1970.
.